# Cadere volare
Cadere volare è il primo album in studio del cantante italiano Sangiovanni, pubblicato l'8 aprile 2022.
Successivamente è stata pubblicata la riedizione digitale, contenente l'inedito Scossa.

## Tracce
1. Cadere volare – 3:15 (testo: Giovanni Damian, Dario Faini, Alessandro La Cava)
2. Che gente siamo – 2:40 (testo: Giovanni Damian, Riccardo Scirè)
3. Farfalle – 2:44 (testo: Giovanni Damian, Alessandro La Cava, Stefano Tognini)
4. Cortocircuito – 3:29 (testo: Giovanni Damian, Alessandro Merli, Fabio Clemente)
5. Sigarette alla menta – 2:44 (testo: Giovanni Damian, Kyv)
6. Cielo dammi la Luna – 2:35 (testo: Giovanni Damian, Riccardo Scirè)
7. Perderci (forti) – 2:41 (testo: Giovanni Damian, Matteo Di Nunzio, Alessandro Vella, Adel Al Kassem & Mezzo Miliardo)
8. Amica mia – 3:03 (testo: Giovanni Damian, Zazu e Luca Faraone)
9. Duedinotte – 2:52 (testo: Giovanni Damian, Riccardo Scirè, Francesca Calearo)
10. Parolacce – 3:03 (testo: Giovanni Damian, Dario Faini, Alessandro La Cava)
11. Titanic – 2:51 (testo: Giovanni Damian, Valerio Bulla e Luca Antonio Barker)
12. Se mi aiuti – 3:17 (testo: Giovanni Damian, Stefano Tognini, Bias)

Traccia bonus nell'edizione digitale
1. Scossa – 3:01 (testo: Giovanni Damian, Dario Lombardi, Alessandro La Cava)

## Classifiche

### Classifiche settimanali
| Classifica (2022) | Posizione massima |
| ----------------- | ----------------- |
| Italia            | 2                 |
| Svizzera          | 38                |

### Classifiche di fine anno
| Classifica (2022) | Posizione |
| ----------------- | --------- |
| Italia            | 21        |